# Jacek (Lubartów)
Jacek – część miasta Lubartowa (SIMC 0956320 według TERYT) w województwie lubelskim, w powiecie lubartowskim. Jacek to także nazwa obrębu ewidencyjnego (TERYT 060801_1), obejmującego tę część miasta.
Leży na południe od centrum miasta, w rejonie skrzyżowania ulic Piaskowej i Łąkowej. Od południa graniczy ze wsią Łucka.
Znajduje się tu kapliczka oraz Dom Pomocy dla Dorosłych Zgromadzenia sióstr Felicjanek.